# 冠
冠（かんむり）とは、地位や階級などを示すために頭にかぶる装飾品。

## 機能
世界的に、君主や宗教指導者の地位を示すのに使われる。それ以外でどれだけの地位や階級の者まで冠を戴くかは、文化圏によって異なる。
月桂冠のように、戦争やスポーツでの勝者に与えられる冠もある。
もっぱら装身具としての用途しかない冠もある。

## 各文化圏の冠

### 東洋

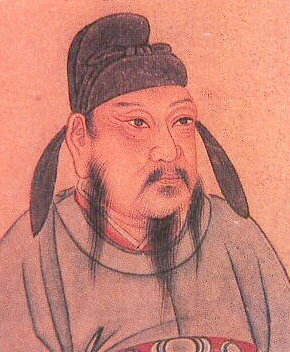
李淵の肖像。髷にあった冠（幞頭）をかぶる

東洋では儒教によって冠をかぶることが文明化した風俗とされた。

#### 日本

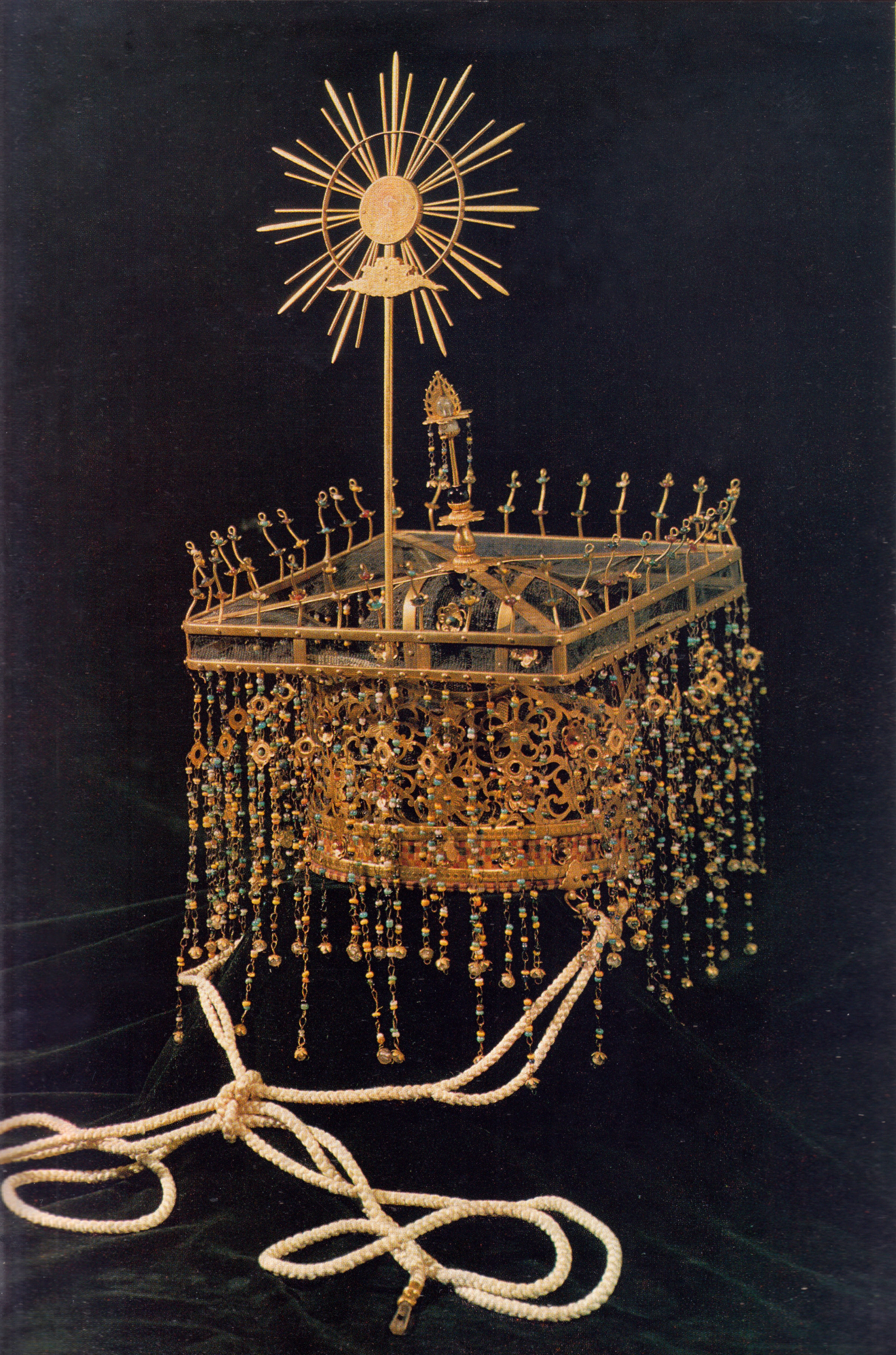
孝明天皇の冕冠

#### 中国

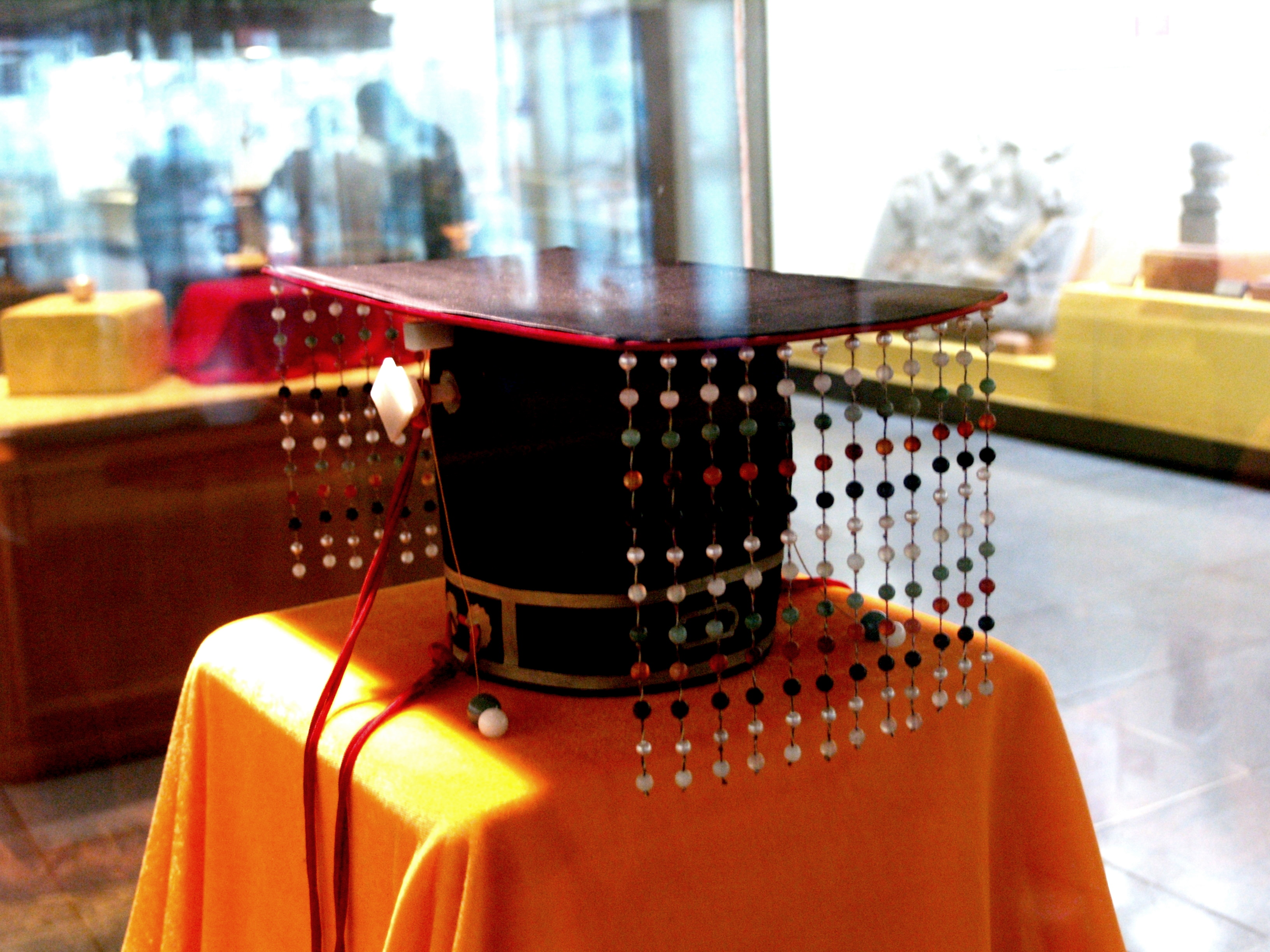
明朝の定陵（万暦帝の陵墓）から出土した冕冠

往古中国では髪を切らず、髷を結い、そこに冠をかぶる習慣があった。前漢には儒教が国教となると冠をかぶることが規定され、以来漢民族の習俗となった。元や清などの非漢民族では冠の習慣はなく、ことに清は辮髪の習慣を漢民族に強制し、大きな抵抗を招いた。
中国文明が他国に伝播するとともに冠をかぶる習俗は各地に広まった。
皇帝がかぶる冠は冕冠（べんかん）と呼ばれ、前と後ろに硝子や玉で作った管やビーズを通した飾り紐からなる簾があるのが特徴である。皇帝の冠には12本、前後で24本の簾がつくことになっていた。
唐、宋、明では冠は髷にあったものとなり、装飾として纓がつくようになった。この習俗は日本、朝鮮に律令制などとともに伝来することになる。
また、皇帝が着用した冠の一つに皮弁冠（ひべんかん）があったが、清になって廃止された。ただし、明から冊封を受けた沖縄県の琉球国では、19世紀まで王冠として用いられた。
項目礼冠もある程度参考になる。

### 西洋

#### 西欧
ヨーロッパでは冠は王権や教皇権を誇示するための象徴であった。
- 王冠 - 君主（文字通りには王）の冠
- 三重冠 - 教皇の冠

#### 東欧
西方教会と異なる文化伝統を有する東方教会の広がる地域（東欧・東地中海）では、冠の形状・用いられ方にも西欧との差が生じた。
正教会の主教の冠はミトラ (宝冠)と呼ばれる。

## 装飾の共通性について
ユーラシア大陸では、樹木状立て飾り、鳥頭冠、鳥翼冠などが伝わっている。

## 関連するもの・ことば
- 漢字の構成要素のうち上部にあるものの総称。→ 冠 (漢字)
- イベントや番組名などの名前に主催者・スポンサー・主な出演者の名前などを付けたものを冠大会・冠番組などと呼ぶ事がある。
- 馬主が競走馬の名前に付ける特定の言葉を冠名という。
- おかんむりは機嫌が悪い事。
- 李下に冠を整さずは人に疑われそうな行動を取るべきでないという意味のことわざ。
- 星座の一つ。 → かんむり座
- ワシの一種。 → カンムリワシ
- くらげの一種。 → カツオノカンムリ
- トヨタ・カムリは冠が語源である。なお、トヨタ車の場合他にもクラウンを筆頭にコロナ（光冠）、カローラ（花冠）、ティアラ（コロナの輸出名）、クローネ（カリーナED(ST180系)の特別仕様車）など、特に昔から生産されている車種においては｢冠｣絡みの車種名が数多く存在する。